# Ceroma sylvestris
Espèce
Ceroma sylvestris est une espèce de solifuges de la famille des Ceromidae.

## Distribution
Cette espèce est endémique du Zimbabwe. Elle se rencontre vers Mount Selinda.

## Publication originale
- Lawrence, 1938 : The Arachnida of the Transvaal Museum Expedition to South Rhodesia, November-December, 1937. Scorpions and Solifugae. Annals of the Transvaal Museum, vol. 19, no 2, p. 289-296.